# Лисюк Каленик
Каленик Лисюк (при народженні — Каленик Лепикаш)  (18 серпня 1889, Велика Бубнівка, Волочиський район, Хмельницька область — 12 листопада 1980, м. Алта Лома, Каліфорнія, США) — військовий діяч, підприємець, філателіст, видавець, меценат; дипломатичний кур'єр уряду УНР в екзилі (1922), отаман Закордонної станиці Українського вільного козацтва на Північну і Південну Америки (1921), директор Українського музею (м. Онтаріо біля м. Лос-Анджелес), голова Українсько-американської фундації (1959—1974), директор американських організацій «Конгрес оф Фрідом» і «Вейк ап Америка».

## Життєпис

Зліва-направо: Каленик Лисюк, Євген Коновалець, Іван Рудичів та Микола Сціборський. Париж, 1929

Народився в с. Великій Бубнівці на Поділлі (Проскурівський повіт, Подільська губернія, Російська імперія, нині с. Бубнівка Волочиського району, Хмельницька область в багатодітній бідній родині рибалки Лепикаша. Батько — Автоном Лепикаш. Мати була з родини Лисюків. Мав на два роки старшого брата — художника Василя Лепикаша, розстріляного більшовиками в Сімферополі. Пізніше взяв прізвище матері. 
Член партії соціалістів-революціонерів («есерів»). Кілька разів його заарештовували. Засланий до Сибіру на каторжні роботи неподалік Іркутська. Через 18 місяців каторги втік. Щоб затерти сліди, змінив прізвище на Лисюк. У 1916 р. закінчив школу прапорщиків. Воював на Західному фронті. За хоробрість був відзначений Георгіївським хрестом. 
У червні 1917 р. зустрівся в м.Петроград з Іваном Полтавцем-Остряницею. Він згадував : 
| Його розмови вплинули на мене і я став сам почувати себе козаком |
Разом з І. Полтавцем-Остряницею взяв участь у відібранні з Історичного музею козацьких прапорів та зброї. У липні 1917 р. розірвав стосунки з есерами. 
На фронті в липні 1917 року розпочав українізацію панцерного дивізіону, що дислокувався у м. Перемишль. Зорганізував при дивізіоні 1600 козаків, яких разом із 4 броньовиками перевів до м.Проскурів — два з них вдалося доставити до Києва. «Але, — писав пізніше К.Лисюк, — Винниченко розпустив моїх козаків, бо, як він сказав мені особисто: "Нам потрібна міліція, а не бавитися в солдатики!"
Учасник Першого зимового походу Армії УНР, зокрема бою під м.Вознесенськом. Якийсь час перебував у денікінському полоні, був засуджений до смерті, але втік з-під розстрілу. Про його хоробрість згадують у своїх творах Павло Шандрук та Михайло Омелянович-Павленко. Лицар ордену Залізного хреста та Хреста Українського козацтва з мечами і золотою лавровою гілочкою.
На еміграції в Європі був дипломатичним кур'єром при уряді УНР в екзілії.

### Меценатство
Після поразки визвольних змагань емігрував на Захід. У 1925 р. випустив каталог літунських марок англійською мовою, каталоги марок революції в Росії та Монголії. У 1927 р. разом з іншими заснував оселю „Нова Україна“. Власник фабрик, осель та крамниць. Щедро допомагав різним українським інституціям, зокрема Союзові українських старшин (м. Берлін), Українській господарській академії (м. Подєбради), Українському інститутові (м. Берлін), Музеєві Визвольної боротьбі (м. Прага), Національному музеєві (м. Львів), Українському національному музеєві (м. Чикаго), Дому українських інвалідів (м. Львів) та ін. 
Складав він гроші на оборону В.Біласа і Д.Данилишина (700 доларів), втікачам під час Другої світової війни (17000 доларів). Для поширення українського танку спонсорував Василя Авраменка (2100 доларів). Жертвував гроші на видання українських книг, наприклад „Українці в Північній Америці“ (6000 доларів).
Його син Петро загинув 1939 року в м.Хуст у боротьбі за Карпатську Україну. Тоді Каленик Лисюк написав знаменитого вірша:

| Не стогни в боротьбі, коли тяжко тобі — Хай ворог твій стогін не чує. Поклянися в душі, дай присягу собі — Ворог ту пімсту відчує |
Творець Українсько-американської фундації. Видавець газет „На слідах“ та „Музейні вісті“. Подарував надзвичайно цінні експонати багатьом українським музеям у США (Український національний музей у Чикаго, Український музей-архів у Клівленді, Національний музей-архів у Детройті, Українська вільна академія в Нью-Йорку, Український технічний інститут у Нью-Йорку, Наукове товариство ім. Тараса Шевченка в Нью-Йорку) та Європі (Музей Визвольної боротьби в Празі, Український національний музей у Львові, Бібліотека ім. Симона Петлюри в Парижі, Музей Тараса Шевченка в Лондоні), серед подарунків — оригінал Універсалу Гетьмана України Богдана Хмельницького. 
Помер у Каліфорнії 12 листопада 1980р у місті Алта Лома.

## Праці
Автор чотирьох книг:
- «В обороні Української Правди» (Онтаріо, 1954),
- «Хто поповнив національний злочин» (Онтаріо, 1961),
- «Народ хоче знати»,
- «За край і свободу» (англійською мовою; Онтаріо, 1954).

Видав три бюлетені Українсько-американської фундації (1959—1967).